# بودیل جونسن
بودیل جونسن (انگلیسی: Bodil Joensen; ۲۵ سپتامبر ۱۹۴۴ – ۳ ژانویهٔ ۱۹۸۵) یک بازیگر فیلم پورنوگرافی اهل دانمارک بود.